# Bustamante (kommun i Mexiko, Nuevo León, lat 26,56, long -100,51)
Bustamante är en kommun i Mexiko.   Den ligger i delstaten Nuevo León, i den centrala delen av landet, 800 km norr om huvudstaden Mexico City. Antalet invånare är 3 773.
Följande samhällen finns i Bustamante:
- Bustamante